# Burg Bundenbach
Die Burg Bundenbach, auch Burg Großbundenbach genannt, ist die Ruine einer Spornburg westlich des Ortes Großbundenbach in der Verbandsgemeinde Zweibrücken-Land im Landkreis Südwestpfalz, Rheinland-Pfalz. Die Burg befindet sich in dem Gewann „Am Welgesgrund“.

## Geschichte
Die Burg wurde vermutlich um 1200 von den Grafen von Saarwerden erbaut. Als weitere Besitzer werden die Grafen von Veldenz, Boos von Waldeck, die Familie von Stein und die Herzöge von Zweibrücken genannt. Im Dreißigjährigen Krieg wurde die Burg zerstört und 1813 abgebrochen.
1389 wurde eine Burgkapelle erwähnt.

## Anlage
Die Anlage gliederte sich in eine obere Kernburg und eine untere Vorburg. Die Unterburg umringte die Oberburg im Norden, Westen und Süden. Von der Schildmauer sind noch Mauerreste vorhanden. Außerdem existiert noch der Stumpf eines zehn Meter hohen Wohnturms im Zentrum der Oberburg.